# Vorklassisches Recht
Das vorklassische Recht bezeichnet in der Geschichte des römischen Rechts eine antike Zeitspanne, die zwischen dem altrömischen Recht und dem klassischen Recht liegt. Daneben drückt der Begriff eine frühe Entwicklung zu einer Rechtswissenschaft aus. Sein Anfang reicht bis ins frühe 2. Jahrhundert v. Chr. zurück und endet am Übergang von der römischen Republik zum augustäischen Prinzipat im 1. Jahrhundert.

## Historischer Kontext
Das römische Reich profitierte in der Zeit zwischen den Punischen Kriegen und der Ära des ersten Kaisers Augustus von einem mächtigen Aufschwung. Die Dynamik der Entwicklung beeinflusste das politische, wirtschaftliche und kulturelle Leben erheblich. Rom war weit über seine bisherigen Grenzen hinaus in den südlichen und östlichen Mittelmeerraum hinausgewachsen. Diesen Umständen konnte sich das Privatrecht nicht entziehen. Gekennzeichnet von seiner altrömischen Bürgerordnung, erwies es sich als zunehmend schwerfällig und hielt nicht Schritt. Für das gesellschaftliche Leben, insbesondere den Wirtschaftsverkehr war es aus der Zeit gefallen. Die Erkenntnis wuchs und auch das Bedürfnis, das Recht von seinen sakraljuristischen Restriktionen zu befreien. Der Druck stieg.
Mit der Expansion und der Machtentfaltung des Reichs nahm die Wirtschaft Fahrt auf. Es erschlossen sich viele neue Versorgungsquellen. Der Handel, der über die Reichsgrenzen hinausging, florierte so sehr, dass nicht mehr der Warentausch die Antwort darauf war. Dem Leistungssystem, Verkauf von Ware, musste ein anderes Gegenleistungssystem gegenübergestellt werden, weshalb die Geldwirtschaft entstand. Gestalterische Elastizität verlangte gerade der grenzübergreifende Wirtschaftsverkehr. Das Kaufmannsrecht trat als Sonderrecht hervor und das Kreditverkehrsrecht wurde erheblich ausgebaut. Andererseits war die letzte Phase der Republik ab dem letzten Drittel des 2. Jahrhunderts von institutionellen Krisen geschüttelt (Roman revolution). Auslöser dafür waren hausgemachte Wirtschaftsprobleme, gescheiterte Land- und Sozialreformen (uneingedenk der Begründungsversuche in der Forschung) mit einhergehender Landflucht auf Kosten des ager publicus (Proletarisierung der Bauern) und einseitiger Agglomerierung der (Land)-Gewinne bei wenigen.
Rom stand vor großen organisatorischen Herausforderungen. Besonders akut war der staatsrechtliche Reformbedarf. Sulla und später Caesar legitimierten sich für außerordentliche Kompetenzen durch Diktaturen. Auch mussten verwaltungspolitische Probleme angegangen werden. Das Fremdenrecht, das ius gentium, war zu modernisieren, da den vielen Angehörigen der frisch unterworfenen Völker, den peregrini, wirksamer Rechtsschutz zustand. Da sie über kein Bürgerrecht verfügten, waren entgegenstehende Rechtsbeschränkungen erheblich. Dazu kam, dass selbst der Geltungsbereich des Fremdenrechts – nach dem Bundesgenossenkrieg – nur auf Italien beschränkt war, konturenarm gestaltet. Es konnte aber gerade deshalb aufgegriffenen werden, weil sich größere Handlungsspielräume boten. Erschwerend war, dass die unterschiedlichen Rechtsschichten mit Privilegien und Zielsetzungen verbunden waren, parallel zueinander existierten die iura civile, honorarium und gentium nebeneinander mit allen Widersprüchen und Unschärfen in den Überschneidungszonen. Auch das ius naturale (Naturrecht) war zu harmonisieren. So wirft sich beispielsweise die Frage auf, inwieweit aus dem naturrechtlichen Betrachtungswinkel der Sach-Begriff (res) der Vorklassiker rechtlich noch effektiv geschützt werden konnte. Ausgangspunkt in der Vorklassik war, dass allein greifbare, „körperliche“ und damit sinnlich wahrnehmbare Vermögensstücke als Sachen galten. Da die Frühzeit Roms aber von der Ontologie eines „spirituellen Materialismus“ geprägt war, konnten die den Sinnen entzogenen und damit „unkörperlichen“ Gegenstände begrifflich gleichwohl einbezogen werden. Die Lösung lautete, dass zwischen den corporales res und incorporales res dann ab der Kaiserzeit unterschieden wurde. Incorporales res waren beispielsweise Forderungen oder Rechte, die an fremden Sachen bestanden.

## Rechtsgestaltende Einflüsse

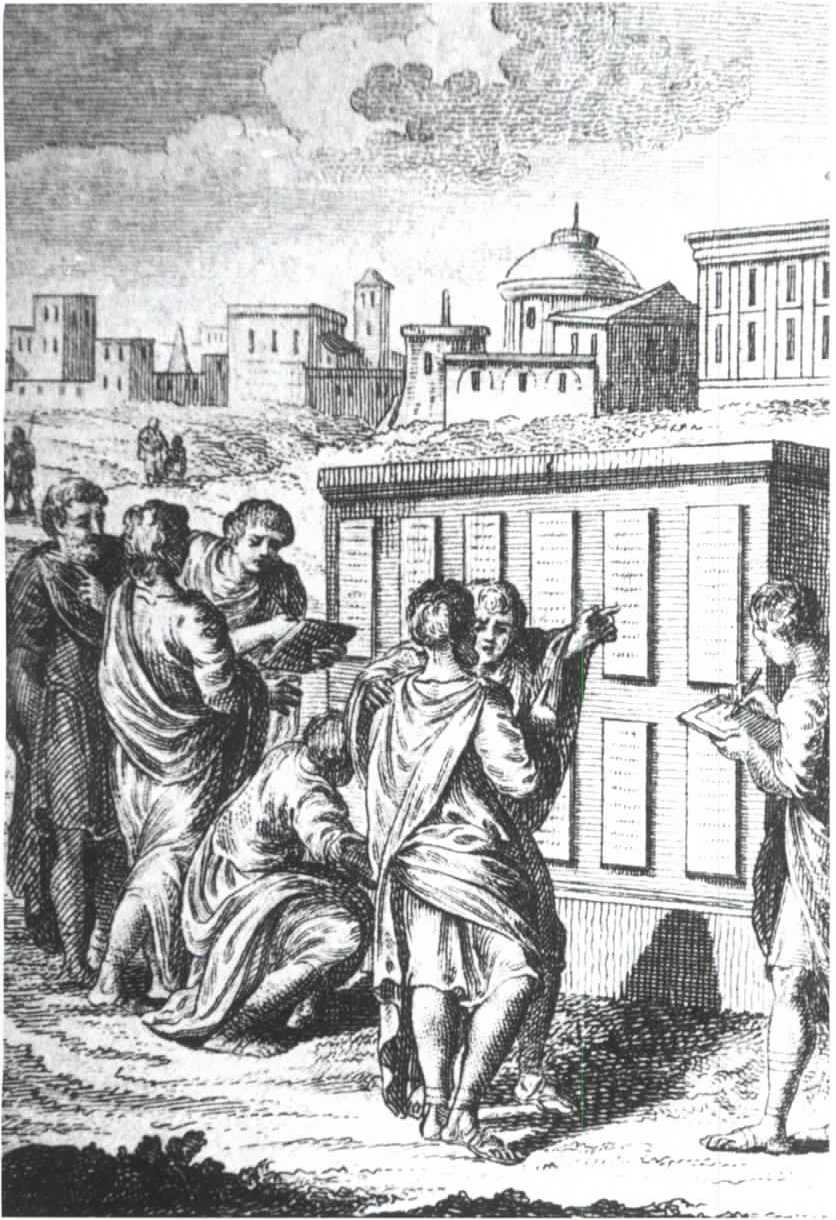
Präsentation der XII Tafeln in Rom

Den Beginn des vorklassischen Zeitalters bildet – nach allgemeiner Auffassung – ein dreiteilig aufgebautes zwölfbändiges Grundlagenwerk, die sogenannte Tripertita. Dieses Werk wird dem Juristen Sextus Aelius Paetus Catus zugeschrieben, der im Jahr 198 v. Chr. Konsul war. Den Autor interessierte ein Dreifaches: Im ersten Teil fasste er die XII Tafeln, die einzige Kodifikation, die Rom je haben sollte, entgegen aller bisherigen Gewohnheit erstmals literarisch. Damit die Gesetzessammlung systemgerecht ausgelegt wird, schuf er im Mittelteil und nach altbewährter Tradition Kommentare und Interpretationshilfen. Im dritten Teil ging er aus Praktikabilitätserwägungen der Frage nach, wie Ansprüche durchgesetzt werden können. Er ergänzte einen Katalog von Klagewegen, die auf die eigene Initiative ausgelegten Klagen (actiones) und Einwendungen, die der Verteidigung im Prozess dienten (exceptiones). Alle im Legisaktionenverfahren (legis actiones) entwickelten Prozessformeln wurden zusammengefasst, was ersten systematischen Schritten in der Methodik einer Wissenschaft gleichkommt. Auch wurden Rechtsinstitute hinzugefügt, sodass insgesamt eine Prozessordnung entstand. Die seit der Königszeit mündlich überlieferten normativ eingebetteten Sitten und Gebräuche fanden sich somit in einem komplexen Nachschlagewerk zur Zwölftafelgesetzgebung wieder. Sein revolutionärer Charakter wurde als „Wiege des Rechts der Stadt Rom“, als „Quelle des gesamten öffentlichen und Privatrechts“ („fons omnis publici privatique est iuris“) beschrieben und gepriesen. Neugestaltet wurden in der späten Republik viele Teile des Privatrechts und des Zivilprozessrechts (Inhalte vieler Justizedikte).
Die seit altrepublikanischer Zeit bekannte Zuständigkeit der Magistraten für die Volksgesetzgebungsverfahren (leges) wurde abgelöst. Ab der Mitte des 3. Jahrhunderts v. Chr. kümmerte sich vornehmlich der Plebs um die Volksbeschlüsse. Es entstanden die plebiscita. Die Volkstribunen prägten die Gesetzgebung noch in der späten Republik. Als Quellen für die Entwicklung des Rechts können einerseits Gesetze genannt werden, dem gegenüber stand andererseits die überaus schöpferische Kreativität der Gerichtsmagistraten, in erster Linie waren das die Prätoren mit ihren Edikten. Die mit oft ungleicher Geltungskraft aufgestellten Rechtsgrundsätze unterlagen allerdings noch kaum einem System. Sie standen oft nebeneinander, ersetzten sich auch. Gleichwohl gelten sie in der Gesamtschau als qualitativ hochwertig. Das Fehlen einer Systematik war bereits immanentes Merkmal der XII Tafeln, zumal diese Kodifikation in einem Wurf aus einem Sammelsurium von gewohnheitsrechtlichen Partikeln entstand. Die ersten systematischen Gehversuche gründen daher bei Gaius’ Schuljurisprudenz im 2. Jahrhundert, der in seinen Institutionen das Lehrbucheinteilungsprinzip nach „personae – res – actiones“ einführte. Unter das Personenrecht fielen auch das Familien- und Erbrecht.
Nach den gegenständlichen Bereichen wurden ius publicum und ius privatum unterschieden, Begriffe, die sich – nach heutigem Verständnis deckungsgleich mit der Interessentheorie – an den Angelegenheiten des Staates und des Einzelnen orientieren. Dieser Gegensatz findet sich bei Cicero, wurde später aber erst von den Spätklassikern wieder aufgegriffen. Die Zurückhaltung bei der Verwendung der beiden Begriffe offenbart, dass den Terminologien eine systematische Bedeutung noch fehlte. Nachdem eine zusammenfassende Prozessordnung bereits geschaffen war, wurde das Klagwesen selbst radikal umgebaut. Die archaischen Legisaktionen fielen unter Augustus einem weniger förmlichen Prozesstyp, dem Formularprozess, zum Opfer. Dabei wurde insbesondere das Eigentums- und Deliktsrecht aufgegriffen und fortentwickelt.

## Rechtswissenschaft

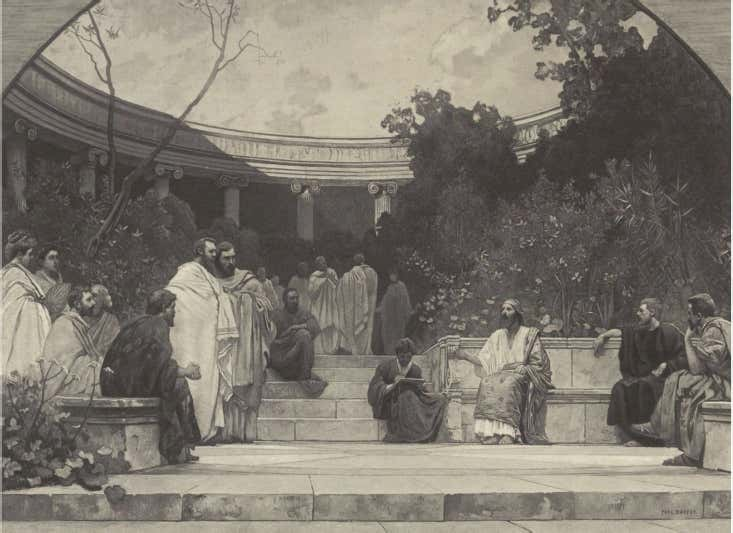
Lehrbetrieb in der platonischen Akademie (Paul Buffet, geschaffen 1904).

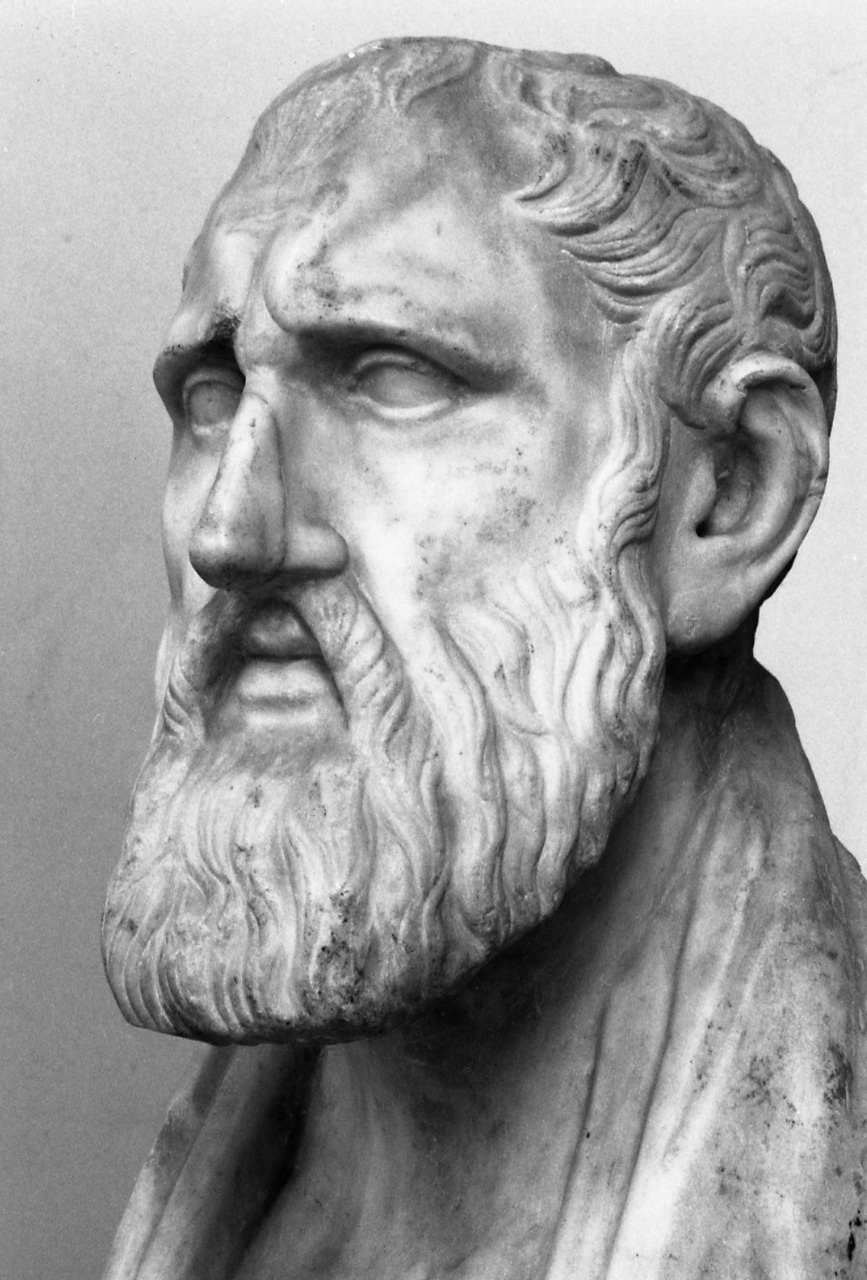
Büste des Zenon von Kition, dem Begründer der Stoa (Archäologisches Nationalmuseum Neapel, Inventarnummer 6128.)

Die Gestaltung von Recht war stets Ausdruck originärer Schöpfungskraft der Römer. Seine Schöpfungshöhe hatte Rom allerdings den einfließenden Kräften des Hellenismus mit zu verdanken. Ab dem 3. Jahrhundert v. Chr. werden deutlich die Einflüsse der zenonischen Stoa bemerkbar. Im Verlauf des 2. Jahrhunderts v. Chr. stellten sich Vertreter der stoischen Lehre in Rom auf. Ab der Jugendzeit Ciceros schärfte die Rhetorik der skeptischen Erkenntnislehre der platonischen Akademie die Redekunst der Juristen und Gerichtsredner, die dem Oratoren die Rolle des Gründers und Erhalters von Recht zuwies. Die Skeptiker postulierten – zusammengefasst – nicht an der Orientierung zugunsten der „unerreichbaren Wahrheit“ (Platon) festzuhalten, denn zur Sicherung einer rationalen Lebensführung genüge der „ausreichende Wahrheitswert der Wahrscheinlichkeit“ (methodischer Zweifel als Zielvorstellung). Okko Behrends fasst so zusammen, dass das, was der Mensch wissen kann, bestenfalls in hochwahrscheinlichen, immer wieder überprüften Meinungen bestünde. Bereits die früher verfassten XII Tafeln profitierten von der griechisch geprägten Philosophie der Antike, dies zu einer Zeit, als der herbeibeschworene Götterfrieden (pax deum) der Auguralreligion der pontifices den Rechtsfrieden bestimmte.
Diese Einflüsse wirkten auf den Tatendrang und die Kreativität der römisch-republikanischen Juristen ein und bewirkten Synergien für das Rechtsdenken. In der Mehrheit waren diese Juristen senatorischer Abstammung. Die aus dem altzivilen Recht auf sie übergegangene Interpretation der mores war der Leitfaden für die Gutachten (responsa) die sie stellten. Da sie Theorie und Praxis verbanden, folgten Lösungsangebote, regulae. Methodisch erhielt das System Ordnung, so bei der Formulierung von Begriffen (dihairetische Einteilungen nach genus/species oder verba/voluntas). Dabei habe eine bedeutende Rolle der in Rom wirkende griechische Exilant Philon von Larisa gespielt, der seinen Lehrauftrag in die Tradition der Sophisten um Protagoras stellte. Rom erhielt somit Zugang zu einer theoretischen Betrachtung von Recht.
Solidarische (gemeinwohlorientierte) Werte wurden dabei nicht formuliert, denn man ging davon aus, dass sie in der Natur der menschlichen Gesellschaft längst verankert seien. Exemplarisch für solche Grundsätze können der Vertrauensschutz (bona fides) oder die allgemeine verkehrsrechtliche Sorgfalt (diligentia) herangezogen werden. Auch die bereits verankerten sozialethischen Grundwerte sollten in der Praxis durchsetzbar sein, weshalb eine weitere Ordnungsquelle Bedeutung erlangte, die des Prätors. Der erhielt umfassende Handlungsbefugnis für die Wahl seiner Rechtsmittel. Delegitimiert erst in der klassischen Kaiserzeit, erhielten die naturrechtlich begründeten Solidar- und Sozialwerte (verankert ja in der Natur des Menschen und damit in der Gesellschaft) ein eigenes Solidarprinzip. Es galt das Argument der Skeptiker zu überwinden, die Werte krankten an Bestimmtheit, seien lediglich „wahrscheinlich“. Dem Prätor war ein Handwerkzeug in die Verantwortung gelegt, dem solidarischen Wertesystem ein neues Fundament zu geben, das dem „Rechtsfrieden“ dient und Gewaltzustände zu überwinden hilft.
Ein weiteres Attribut der hellenistischen Vorbilder ist der Gebrauch der Schrift. Schriftzeugnisse erleichterten den Rechtsverkehr erheblich, denn es konnten zur Nachweissicherheit Zeugenurkunden (testationes) hergestellt oder Quittungen (chirographa) ausgestellt werden. Von einer der vier römischen Vertragsformen – dem Litteralvertrag – wird vermutet, dass sein Ursprung in das griechische Bankwesen zurückreicht. Die Litteralkontraktsform entstand als einheitliches Vertragssystem. In das literarische Zentrum der Rechtswissenschaft rückte immer mehr die Werksgattung des klassischen Edikts, wobei  gleichwohl nicht verkannt werden darf, dass die Rechtsprechung intuitiv und an Einzelfällen ausgerichtet blieb. Von einer „Theorie der Allgemeinbegriffe“ oder dem Betrieb eines „Begriffssystems“ kann kaum gesprochen werden, solange jedenfalls nicht, bis eine wissenschaftliche Rechtsbetrachtung unter den Einflüssen der griechischen Philosophie (analytische und synthetische Methodenlehre) in der späten Republik möglich wurde.
Als Autoren erster rechtswissenschaftlicher Arbeiten traten Manius Manilius, Marcus Iunius Brutus und Publius Mucius Scaevola hervor, weshalb sie als Wegbereiter von Rechtswissenschaft und Rechtslehre gelten. Mit ihnen erhielt – laut Auskunft des Pomponius – das von den frühen Juristen der Priesterkollegien entwickelte ius civile ein akademisches Fundament. Über die Inhalte der Schriften ist Näheres heute nicht bekannt. Auch erwähnt wird Appius Claudius Caecus, der (allerdings sehr bezweifelt) bereits um 300 v. Chr. eine juristische Abhandlung De usurpationibus („Über die Unterbrechung von Ersitzungen“) verfasst haben soll. Jedenfalls publizierte um 300 v. Chr. Gnaeus Flavius einen Spruchformelkatalog (Actiones) für die Einleitung von Zivilprozessen, im Volksmund: ius civile Flavianum.
Der Einzug der Methodik der Verwissenschaftlichung von Recht führte dazu, dass ihre Protagonisten Rechtsschulen begründeten, als fundatores auf sich aufmerksam machten. Das ius civile, das es zu bearbeiten galt, war ganz vornehmlich althergebrachtes ungeschriebene Gewohnheitsrecht. In vereinzelter Hinsicht war es auch tradiertes Gesetzesrecht. Prominent sind das von den Decemvirn mit den XII Tafeln geschaffene Recht und das in kollegialer Zusammenarbeit in den Komitien ausgehandelte Recht der Tribunen.
Zeichen der Vielschichtigkeit der römischen Rechtsordnung zeigte das gegen das ius civile abzugrenzende ius honorarium auf, das Amtsrecht der Jurisdiktionsmagistraten (praetor urbanus für Rechtsstreitigkeiten unter Bürgern, praetor peregrinus für Rechtstreitigkeiten mit Beteiligung von Fremden (Völker(gemein)recht) und kurulische Ädile für die Marktgerichtsbarkeit). Ius honorarium, im Hinblick auf die Kompetenzperson für den Erlass von Rechtsschutzprogrammen auch ius praetorium genannt, diente der prozessualen Durchsetzung von ius civile. Es ergänzte noch und korrigierte bisweilen das über das ius civile hinausgehende neu geschaffene Klagerecht. In diesem Zusammenhang erstellte Scaevolas Sohn Quintus Mucius Scaevola eine achtzehnbändige Zusammenfassung zum ius civile, ein Gesamtwerk, das erhebliche Auswirkungen auf die rechtswissenschaftliche Entwicklung hatte und über Jahrhunderte zur Etablierung eines prominenten Familiennamens bei späteren Rechtsgelehrten führte. Erhalten geblieben sind lediglich Epitome über die Zivilgerichtsbarkeit, perpetuiert in den justinianischen Digesten.
Einer der letzten Gelehrten der Vorklassik gilt als einer der bedeutendsten, Servius Sulpicius Rufus, Schüler des Gaius Aquilius Gallus, von dem sein Zeitgenosse Cicero als dem wahren „Begründer der wissenschaftlichen Jurisprudenz“ (ars iuris) schwärmte. Zugeschrieben wird Rufus die Abfassung vieler Rechtsbücher, darunter erste Kommentare zum prätorischen Edikt. Die von den vorklassischen Juristen entwickelten Edikte enthielten Kataloge von Rechtsmitteln zur prozessualen Durchsetzung von Ansprüchen. Verfeinert wurden diese erst während der klassischen Zeit. Der Nachwelt sind die (prätorischen) Edikte bestenfalls fragmentarisch erhalten und über Zitate und Hinweise in den Werken anderer Autoren nachweisbar.
Typisches Kennzeichen des (vor-)klassischen Rechts war die hohe Autoritätsgebundenheit. Der römische Jurist stützte sich entweder auf seine eigene Autorität, oder auf die bedeutender Vorgänger (veteres). Nach heutigem Verständnis waren sie insoweit keine Rechtstheoretiker, die ihre Entscheidungen aus der Sachmaterie heraus dogmatisch argumentiert hätten. Max Kaser spricht insoweit von einem „in der Praxis der Rechtspflege gewachsene[m] Recht“. Die Rechtsfindung folgte in dieser Phase weniger einer rationalen Vorgehensweise, einer argumentierten Methodik, eher einem Rechtsgefühl, das Kaser „Intuition“ nannte, Wieacker das „Judiz“ der römischen Juristen. Auch blieben die Prinzipien der Rechtsformen weitgehend von den objektiven Wortbedeutungen beherrscht. Bedeutende Rechtsgeschäfte, wie etwa die formgebundene Stipulation, wurden traditionell nicht zur Verwirklichung individueller Vorstellungen der Parteien ausgelegt und umgesetzt, eine Hypothek noch des frührömischen Sakralrechts der Priesterkollegien, deren Gremien aus Auguren, Fetialen und Pontifices mit elitärem Rechtswissen (Entscheidungsvorbehalt über Gerichtstage, Beherrschung des Kalenders, Hoheit über Klagformeln und Rechtsschöpfungsakte) bestanden. Den Verfahren wohnte ein erzieherischer Charakter inne, der der Gesellschaft Rechtssicherheit vermitteln sollte. Dort aber, wo das traditionelle Recht schwieg, wurden die Freiräume zunehmend persönlicher und im Sinne des Wirtschaftsverkehrs kreativ genutzt.
Theoretisch-abstrahierende Rechtssätze kannte die Rechtsordnung der Republik nicht. Sie war nach allgemeiner Auffassung „in wesentlichen Teilen ein Fallrecht“. Nur teilweise wird vertreten, dass sie, wenngleich in weiten Teilen ungeschrieben, doch – mit der Tendenz zur Normbildung – durch das ius civile verbindlich festgeschrieben gewesen sei. Tendenzen dazu kamen in Ansätzen frühestens in Zeiten der späten Republik auf. Die Falllösungen – anfänglich waren sie streng an die gesetzliche Wortbedeutung gebunden – wurden technisch zunehmend abgeleiteter vorgenommen und unterlagen dabei einer fallvergleichenden Abfolge. So wurde der Ausgangsfall herangezogen, um ihn mit einem abgeschlossenen Fall zu vergleichen und gegebenenfalls Erkenntnisse zu übertragen. Entweder lag dem Vergleichsfall eine wirksame Regel zugrunde, die sinnvoll herangezogen werden konnte, oder es konnte eine Regel herausgebildet werden, die über den Vergleichsfall nachgewiesen wurde.
Betreffend das alte Verbandsrecht, lässt sich der privat-gesellschaftliche Wandel anhand der zunehmenden Rückbildung der Sippenrechte (gentes) verdeutlichen, einem Prozess, bei dem sich die Familie als organisatorische Einheit zunehmend isolierte und auch modifizierte; die Manusehe wurde abgedrängt, Frauen erhielten mehr Freiheiten, den Hauskindern wurden beschränkte Sondervermögen eingeräumt. Aufgrund der zurückgedrängten Sittenaufsicht der Zensoren, entwickelte sich dabei eine bisweilen willkürliche Rechtshandhabung, die allerdings erst in der fürsorglicher und wohlfahrtsstaatlicher orientierten klassischen Zeit des Prinzipats durch Senatsbeschlüsse wieder eingefangen wurde. Das römische Persönlichkeitsbewusstsein manifestiert sich in prominenten Rechtsansichten zur „Allmacht durch patria potestas“ oder zur „Freiheit in der Eigentumsgestaltung“ und der daraus hergeleiteten „Testierfreiheit“ (testamentum). Unterentwickelt bleibt hingegen korporatives Recht, Recht betreffend Körperschaften, Gesellschaften, eheliche Gütergemeinschaften oder Erbengemeinschaften.

## Überlieferung
Viele Zeugnisse sind es nicht, die zur Erhellung der vorklassischen Periode zur Verfügung stehen. Sie sind aber hinreichend genug, um sich eine Gesamtvorstellung machen zu können. Unter den Erkenntnisquellen befinden sich einige Inschriften, einige Gesetze (leges) und anderweitig gesetztes Recht. Fragmentarisch haben einige Texte in den Digesten überdauert. Von den Juristenschriften, die ab dem 2. Jahrhundert v. Chr. einsetzten, wurden etliche Zitate von nichtjuristischen Schriftstellern aufgegriffen. Sie geben im Rahmen von Komödien Aufschluss, so etwa in denen von Plautus und Terenz. Dabei sind allerdings Unwägbarkeiten zu beachten, da erhebliche Vermischungen mit den Leitbildern der griechischen Antike bestehen.
Als zuverlässiger gelten Werke des Polyhistors Varro, auch die des Cato und insbesondere des großen Gerichtsredners Cicero. Cicero ist schon deshalb die bedeutendste Quelle, weil er – obgleich ebenfalls kein Jurist – mit seinem rhetorischen Talent und seiner philosophischen Gesamtbildung das notwendige Rüstzeug für die Analyse von juristisch relevanten Tatsachen und für die abschließende rechtliche Bewertung mitbrachte.
Überliefert ist noch, dass Augustus bei seinem Machtantritt Konzeptionen Caesars für eine Kodifikation des Zivilrechts (ius civile) vorgefunden haben soll. Der Plan sah vor, dass das vorklassische Juristenrecht einbezogen werden sollte.